# باسم مرمر
باسم مرمر (مواليد 28 مارس 1977) هو مدرب كرة قدم لبناني ولاعب سابق، يدرّب حاليًا النادي العهد اللبناني.
بدأ باسم مسيرته مع العهد في 1996، وساهم في تحقيق أول لقب في تاريخ النادي وهو كأس لبنان 2003–04 والدوري اللبناني 2007–08، وكان قائد الفريق بين 2007 و2010. في 2016، تولّى تدريب النادي، وحقق معه عدّة بطولات محليّة وكأس الاتحاد الآسيوي 2019، ليصبح نادي العهد أول نادي لبناني يتوّج ببطولة آسيوية. إنتقل في 2020 إلى النادي العربي في الكويت، ليُصبح أول مدرب لبناني يحترف خارج لبنان.

## حياته
ولد مرمر في 28 آذار في مدينة الخبر السعودية لأبوين لبنانيين من قرية الطيبة، مرمر يتكلم اللغتين العربية والإنجليزية.

## مسيرته الكروية
إنضم باسم مرمر لنادي العهد في 20 حزيران 1996. صعد مرمر مع الفريق إلى الدرجة الأولى في الدوري اللبناني في 1998. في موسم 2003–04 حقق مع العهد أول بطولة إحترافية في تاريخ النادي، وهي كأس لبنان. في 2007، حصل على شارة القيادة، وقاد الفريق لتحقيق أول دوري في تاريخه في 2007–08.
في 2010، أعلن إعتزاله ممارسة القدم كلاعب. رغم الإصابات العديدة التي لاحقته في مسيرته، إستطاع مرمر تحقيق لقب الدوري مرتين (2007-08 و2009-10)، كأس لبنان ثلاث مرات (2003–04، 2004–05، و2008–09)، كأس النخبة (2008 و2010)، كأس السوبر (2008 و2010) بالإضافة إلى كأس الاتحاد (2004).

## مسيرته التدريبية

### العهد
في 2007، تم تعيين مرمر كمدرب مساعد في العهد، عندما كان الألماني روبرت غاسبيرت يدرّب النادي. يصف باسم مرمر هذه الفترة بأنه «شعر كأنه شريك، لا مساعد»، في حين أن المساعد في الدوري اللبناني عادًة ما يتلقى الأوامر. ورأى أن هذه الفترة هي ما جعلته يرغب بأن يصبح مدربًا. بعد إعتزاله اللعب في 2010، إنتقل إلى ألمانيا ليتلقى دروس في التدريب. عند عودته من لبنان، أصبح مرمر المدير الفني لأكادمية العهد وفئة الشباب. حقق مع الشباب لقب دوري تحت 15 في 2012، دوري تحت 17 سنة في 2013 و2014 بالإضافة إلى دوري تحت 19 سنة في 2015 و2016.
تولّى باسم مرمر تدريب الفريق الأول في 2016، بعد رحيل روبرت غاسبيرت. في موسمه الأول، توج مع العهد بلقب الدوري اللبناني 2016–17، لكنه قدّم إستقالته وعاد لتدريب الشباب، بعد أن واجه مصاعب ومشاكل خاصة بسبب «عقلية اللاعبين». في الموسم التالي، بعد بداية سيئة في الدوري أقال العهد مدربه الجديد موسى حجيج وأعاد تعيين باسم مرمر. يرى مرمر في تلك الفترة «تغيرًا في عقلية النادي» و«نشوء نظام جديد» يحاسب اللاعب على أخطاءهم. حقق العهد في ذلك الموسم ثنائية الدوري والكأس، وأنهى الدوري بلا أي خسارة.
موسم 2018–19 شهد إستمرار سيطرة العهد المحلية، بالتتويج بالدوري بفارق عشر نقاط، بالإضافة إلى تحقيقه الكأس وكأس السوبر. وأصبح العهد أول فريق لبناني في التاريخ يحقق بطولة آسيوية، بعد هزيمته نادي 25 أبريل الكوري الشمالي في نهائي كأس الاتحاد الآسيوي 2019.
ألغي الموسم التالي 2019–20 نتيجة جائحة كوفيد-19 والأوضاع الأمنية والسياسية في لبنان. في تموز 2020، أعلن باسم مرمر مغادرته العهد بعد 24 سنة مع النادي كلاعب ومدرّب. حقق باسم خلال 3 مواسم مدربًا للعهد لقب الدوري ثلاث مرات، كأس لبنان مرتين، كأس السوبر مرتين بالإضافة إلى كأس الاتحاد الآسيوي.

### العربي
في 25 تموز 2020، عيّن باسم مرمر مدربًا للنادي العربي الكويتي، ليصبح أول مدرب لبناني يدرّب في الخارج. إجتمع المدرب مع لاعبيه السابقين في العهد احمد الصالح وعيسى يعقوبو.

## الإنجازات

### كلاعب

#### العهد
- الدوري اللبناني الممتاز: 2007–08، 2009–10
- كأس لبنان: 2003–04، 2004–05، 2008–09
- كأس النخبة: 2008، 2010
- كأس الاتحاد: 2004
- كأس السوبر: 2008، 2010

### كمدرب

#### العهد
- كأس الاتحاد الآسيوي: 2019
- الدوري اللبناني الممتاز: 2016–17، 2017–18، 2018–19
- كأس لبنان: 2017–18، 2018–19
- كأس السوبر: 2018، 2019

### الفردية
مدرب الموسم في مهرجان المنار: 2016–17، 2017–18، 2018–19